# Коктобе (Кызылординская область)
Коктобе (каз. Көктөбе) — село в Жанакорганском районе Кызылординской области Казахстана. Административный центр и единственный населённый пункт Коктобинского сельского округа. Код КАТО — 434046100.

## Население
В 1999 году население села составляло 529 человек (290 мужчин и 239 женщин). По данным переписи 2009 года, в селе проживало 586 человек (334 мужчины и 252 женщины).